# Kaskett

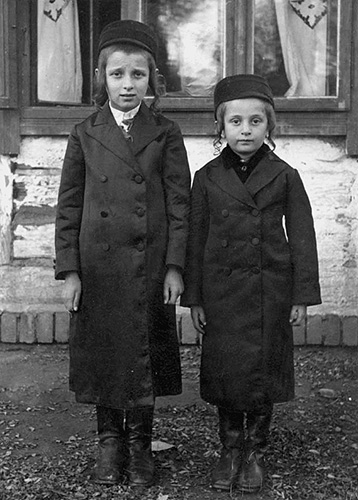
Två judiska barn som bär kasketter

Kaskett (jiddisch: קאַשקעט, polska: kaszkiet ryska: кашкет från franska: casquette, diminutivform av franska: casque, kask) är en mössa av skinn eller tyg med skärm fram och ibland även bak, ibland med uppvikta klaffar vid sidorna. Det var vanligt som resplagg på 1700- och 1800-talet.
En kaskett kan även syfta på en sorts hjälm och historiskt särskilt om soldathjälmar av läder med nedfällbara klaffar.